# Archichlora ankalirano
Archichlora ankalirano là một loài bướm đêm trong họ Geometridae.